# Dorothea Dix
Dorothea Lynde Dix (4 de abril de 1802 – 18 de julho de 1887) foi uma ativista estadunidense em favor de indigentes com problemas mentais que, através de um vigoroso programa de lobby no Congresso dos Estados Unidos, criou a primeira geração de manicômios nos EUA. Durante a Guerra Civil, ela atuou como superintendente dos Enfermeiros do Exército.

## Início da vida
Nascida na cidade de Hampden, Maine, ela cresceu em Worcester, Massachusetts. Ela foi a primeira criança de três filhos de Josph Dix e Mary Bigelow. Seu pai era um trabalhador itinerante e um pastor metodista. Em 1821, Dix abriu uma escola em Boston, que foi frequentada por famílias ricas. Logo depois ela também começou a ensinar pobres e crianças abandonadas em casa, mas ela teve de parar por questões de saúde. De 1824 a 1830, ela escreveu livros religiosos e histórias para crianças. Seu Conversations on Common Things (1824) atingiu a sexagésima edição em 1869.

## Carreira antes da guerra

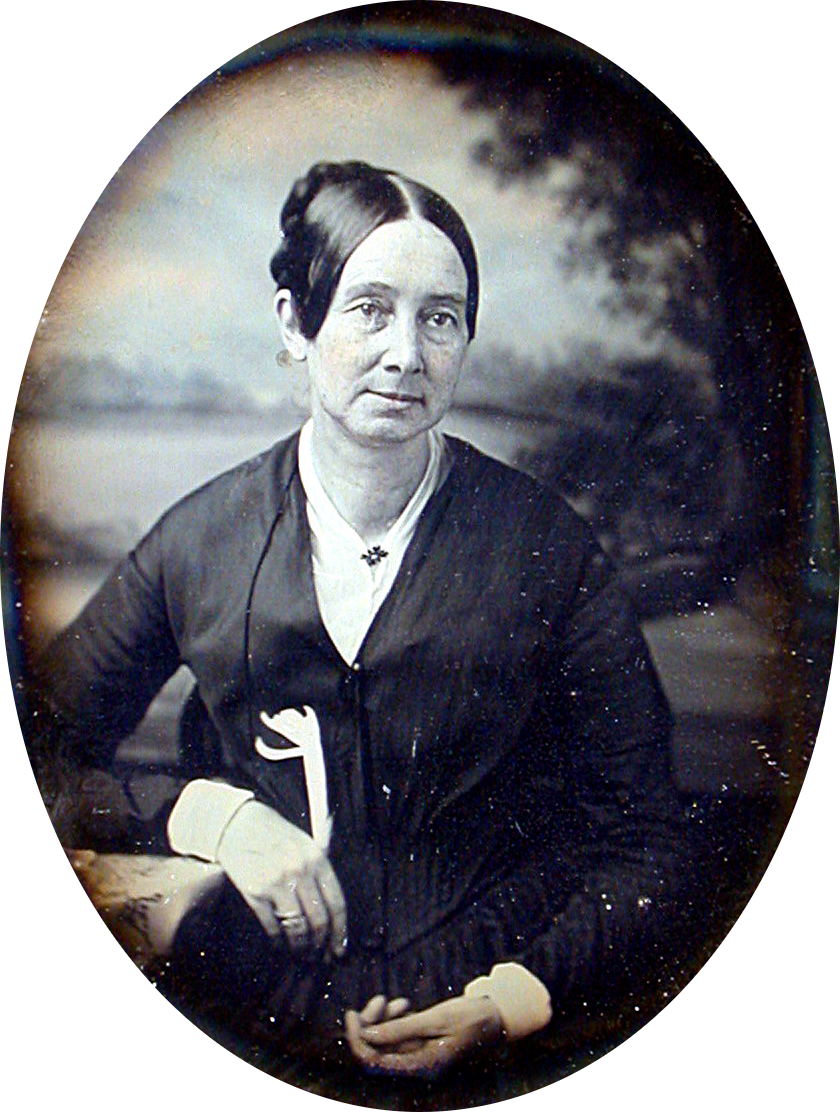
Dix, cerca de 1850-55

Em 1840-41, Dix realizou uma investigação estadual de cuidados de saúde para pobres com deficiência mental em Massachusetts. Na maioria dos casos, cidades contratavam atores locais para o cuidado das pessoas não podiam cuidar de si mesmas e não tinham família/amigos para fazê-lo. Esse sistema resultava normalmente em abuso generalizado. Dix publicou os resultados em uma relatório direcionado ao Estado. 
Dix foi para a Louisiana e Illinois, documentando a condição dos pobres com problemas mentais, também realizando relatórios enviados ao congresso local.

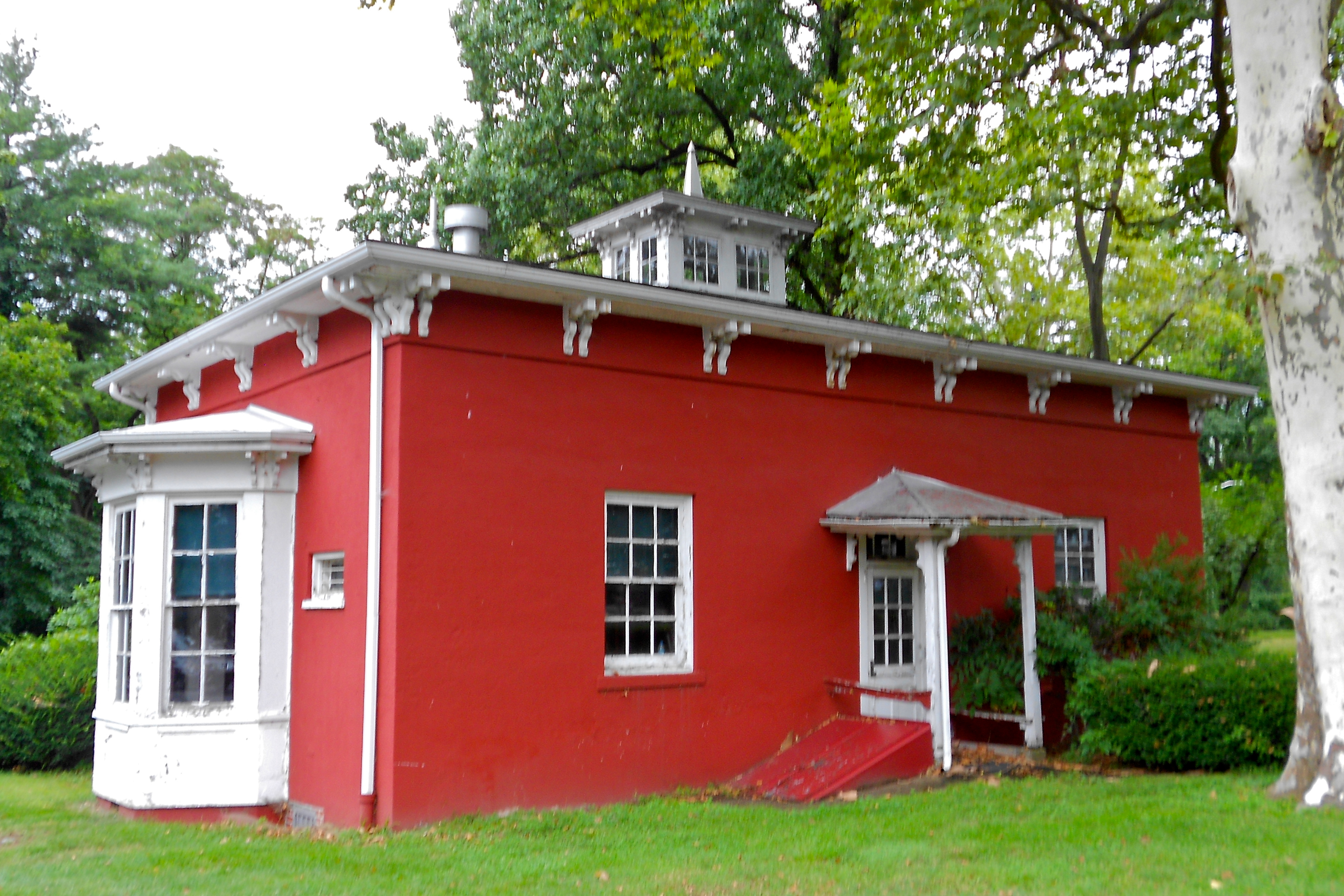
O Museu Dorothea Dix no Hospital Estadual de Harrisburg.

Em 1848, Dix visitou a Carolina do Norte, onde ela novamente avaliou a situação dos cuidados com os deficientes. Em 1849, o congresso local autorizou a construção de uma instituição na capital, Raleigh, para o cuidado de doentes mentais. Nomeado em honra de Dorothea Dix, o hospital foi inaugurado em 1856. Um segundo hospital estadual para doentes mentais foi autorizado em 1875, o Broughton State Hospital, em Morganton, Carolina do Norte.
Ela foi fundamental na fundação do primeiro hospital psiquiátrico na Pensilvânia, o Harrisburg State Hospital. Em 1853, ela estabeleceu a sua biblioteca e sala de leitura.
O ápice de seu trabalho foi o projeto de lei para o Benefício dos Indigentes com Doença Mental, uma legislação para definir benefícios para esse grupo marginalizado. O projeto de lei foi aprovado em ambas as casas do Congresso dos Estados Unidos; mas, em 1854, o presidente Franklin Pierce o vetou, argumentando que o bem-estar social era da responsabilidade dos estados.

## A Guerra Civil
Durante a Guerra Civil Americana, Dix foi nomeada Superintendente dos Enfermeiros do Exército pelo Exército da União, sobressaindo-se em relação a Elizabeth Blackwell.
Ela foi muito respeitada por seu trabalho durante a guerra devido a sua dedicação. Com a conclusão da guerra a seu serviço foi reconhecido formalmente. Ela foi homenageada com duas bandeiras nacionais, estes sinalizadores sendo "o Atendimento, o Socorro e o Alívio a Soldados dos Estados Unidos Doentes e Feridos no Campo de Batalha, nos Campos e Hospitais durante a recente guerra".

## Pós-guerra
Após a guerra, ela retomou a sua cruzada para melhorar o tratamento de prisioneiros, deficientes e doentes mentais. Seu primeiro passo foi analisar os asilos e presídios do Sul para avaliar os danos da guerra para as suas instalações.
Em 1881, Dix mudou-se para o New Jersey State Hospital, Morris Plains. A assembleia legislativa do estado havia designado uma suíte para seu uso privado, enquanto ela vivesse. Dix morreu em 17 de julho de 1887. Ela foi enterrada em Mount Auburn em Cambridge, Massachusetts.

## Honras
Dix foi eleito "Presidenta vitalícia" da Associação de Enfermeiros do Exército.
Em 1983 o Serviço Postal dos Estados Unidos homenageou sua vida de caridade e de serviço, mediante a emissão de um selo com sua imagem.
Uma cratera em Vênus foi nomeada em honra a Dix.
Ela é lembrada no Caminho da Herança Histórica das Mulheres de Boston.

## Publicações
- The Garland of Flora, Boston: S.G. Goodrich & Co., and Carter & Hendee, 1829, consultado em 12 de novembro de 2010. Publicado anonimamente.
- Remarks on Prisons and Prison Discipline in the United States, 2ª edição, da 1ª edição de Boston, Filadélfia: Joseph Kite & Co, 1845, consultado em 12 de novembro de 2010
- Memorial of Miss D. L. Dix in Relation to the Illinois Penitentiary, 1847, consultado em 12 de novembro de 2010
- Memorial of Miss D. L. Dix to the Hon. The General Assembly in Behalf of the Insane of Maryland, House of Delegates?, 5 de março de 1852, consultado em 12 de novembro de 2010

Ela escreveu uma variedade de outros folhetos sobre prisioneiros. Ela também é autora de muitos memoriais para órgãos legislativos sobre o assunto de manicômios e relatórios sobre assuntos filantrópicos.

### Para jovens leitores
- Conversations on Common Things, com perguntas, Boston 3ª ed. , Boston: Monroe & Francis, 1828 [1824], consultado em 12 de novembro de 2010

- - «Conversations on common things». Munroe and Francis  – via Internet Archive
  - Observação: outras réplicas deste livro também estão disponíveis no Google Books.

- Alice and Ruth
- Evening Hours

e outros livros.